# PSA Super Series Finals 2001/02
Die 9. PSA Super Series Finals der Herren fanden vom 17. bis 21. Juni 2002 in London, England statt. Das Turnier gehörte zur PSA World Tour 2001/02 war mit 50.000 US-Dollar dotiert.
Titelverteidiger war Peter Nicol, der in diesem Jahr im Halbfinale am späteren Sieger David Palmer scheiterte. Im Endspiel Palmer seinen Kontrahenten Thierry Lincou mit 15:9, 10:15, 15:7, 10:15 und 15:4. Dies war Palmers erster Titelgewinn bei den Super Series Finals. Der ursprünglich an Position drei qualifizierte Jonathon Power musste kurz vor Turnierbeginn verletzungsbedingt absagen. Für ihn rückte Chris Walker nach.

## Ergebnisse

### Gruppe A

#### Tabelle
| Pos. | Setzliste | Spieler         | Spiele | Sätze | Punkte  |
| ---- | --------- | --------------- | ------ | ----- | ------- |
| 1    | 2         | Peter Nicol     | 3:0    | 9:1   | 148:82  |
| 2    | 6         | Thierry Lincou  | 2:1    | 6:4   | 128:93  |
| 3    | 5         | Stewart Boswell | 1:2    | 5:6   | 122:147 |
| 4    | 9         | Chris Walker    | 0:3    | 0:9   | 69:154  |

#### Ergebnisse
| Spieler         | Spieler         | Ergebnis                 |
| --------------- | --------------- | ------------------------ |
| Peter Nicol     | Thierry Lincou  | 15:7, 15:13, 15:5        |
| Stewart Boswell | Chris Walker    | 15:11, 15:11, 15:9       |
| Peter Nicol     | Stewart Boswell | 15:7, 13:15, 15:12, 15:4 |
| Thierry Lincou  | Chris Walker    | 15:9, 15:3, 15:7         |
| Thierry Lincou  | Stewart Boswell | 15:14, 13:15, 15:3, 15:7 |
| Peter Nicol     | Chris Walker    | 15:4, 15:7, 15:8         |

### Gruppe B

#### Tabelle
| Pos. | Setzliste | Spieler       | Spiele | Sätze | Punkte  |
| ---- | --------- | ------------- | ------ | ----- | ------- |
| 1    | 4         | John White    | 2:1    | 8:4   | 153:126 |
| 2    | 1         | David Palmer  | 2:1    | 7:6   | 159:145 |
| 3    | 7         | Mark Chaloner | 2:1    | 6:4   | 126:109 |
| 4    | 8         | Ong Beng Hee  | 0:3    | 2:9   | 96:154  |

#### Ergebnisse
| Spieler       | Spieler       | Ergebnis                      |
| ------------- | ------------- | ----------------------------- |
| Mark Chaloner | David Palmer  | 15:11, 8:15, 15:11, 15:8      |
| John White    | Ong Beng Hee  | 15:11, 9:15, 15:6, 15:7       |
| David Palmer  | Ong Beng Hee  | 15:11, 10:15, 15:5, 15:7      |
| John White    | Mark Chaloner | 15:12, 15:9, 15:7             |
| Mark Chaloner | Ong Beng Hee  | 15:4, 15:7, 15:8              |
| David Palmer  | John White    | 15:5, 6:16, 15:10, 8:15, 15:9 |

### Halbfinale
| Spieler        | Spieler     | Ergebnis                 |
| -------------- | ----------- | ------------------------ |
| David Palmer   | Peter Nicol | 6:15, 17:16, 15:12, 15:7 |
| Thierry Lincou | John White  | 15:9, 15:13, 15:7        |

### Finale
| Spieler      | Spieler        | Ergebnis                       |
| ------------ | -------------- | ------------------------------ |
| David Palmer | Thierry Lincou | 15:9, 10:15, 15:7, 10:15, 15:4 |